# Viladrau
Viladrau è un comune spagnolo di 863 abitanti situato nella comunità autonoma della Catalogna.